# Вільгельм Людвіг Баден-Дурласький
Вільгельм Людвіг Баден-Дурласький (нім. Wilhelm Ludwig von Baden-Durlach, 1732—1788) — німецький шляхтич, маркграф Баден-Дурласький.

## Біографія
Вільгельм Людвіг був молодшим сином спадкоємного принца Баден-Дурлаху Фрідріха та його дружини Амалії Шарлотти Нассау-Діц. Він народився 14 січня 1732 року у Карлсруе. Його батько помер через два з половиною місяці, імовірно, від туберкульозу. Мати страждала на нервове захворювання. Тож вихованням Вільгельма Людвіга та його старшого брата Карла Фрідріха займалася бабуся Магдалена Вільгельміна Вюртемберзька.
Вищу освіту Вільгельм отримав в Академії Лозанни, де провів час з 1743 по 1745 рік. У 1745—1746 він здійснив подорож до Парижу та Нідерландів, де жив у свого дядька Вільгельма Карла Фрісо, який згодом став штатгальтером Нідерландів під іменем Вільгельма IV Оранського. Дядько дійшов висновку, що недисциплінований Вільгельм Людвіг має великий вплив на свого брата, що до того часу правив разом з регентом, тож він наказав небіжу зайнятися військовою кар'єрою в Нідерландах.
За погодженням брата, вступив у морганатичний шлюб із Крістіною Вільгельміною Шортманн. Мав із нею сина та доньку.
У 1769 році Вільгельм Людвіг купив землі та заснував завод, на якому невдовзі почали варити пиво, а з 1771 — ще й коньяк. Це стало ядром пивоварні Seldeneck'schen, яка існувала до 1921 року.

## Родина
Дружина — Крістіна Вільгельміна Шортманн
Діти:
- Луїза (1763—1824) — баронесса фон Зельденек, одружена з маркізом Фрідріхом Каміллом де Монперньє, мала сина та доньку.
- Вільгельм Людвіг (1766—1813) — барон фон Зельденек, пошлюблений з баронесою Августою фон Ботмер, мав десятьох синів.